# Nicolas Kummert
Nicolas Kummert (* 12. März 1979 in Namur) ist ein belgischer Jazzmusiker (Gesang, Tenorsaxophon).

## Leben und Wirken
Kummert studierte bis 2001 am Brüsseler Konservatorium bei Jeroen Van Herzeele und John Ruocco. Er wurde auch von Fabrizio Cassol unterrichtet.
Kummert spielte zunächst mit dem Alexi Tuomarila Quartet, der Gruppe von Karl Jannuska, Jef Neves Groove Thing, Yves Peeters, Qu4tre und Pierre Van Dormael, mit sowie im Duo mit Igor Gehenot. Er arbeitete auch mit Manu Dibango und Lionel Loueke zusammen. 2010 veröffentlichte er das erste Album mit seiner Vokal-Gruppe Nicolas Kummert Voices. Er ist auch auf Alben von Matthieu Marthouvert, Diederik Wissels und Viktor Lazlo zu hören.
Kummert gewann mehrere Preise, so bereits 2003 den Django d’Or (Belgien) als bester belgischer Nachwuchsmusiker.

## Diskographische Hinweise
- Alchimie (Igloo Records 2001, mit Philippe Reul, Fabrizio Erba, Renaud Person)
- Nicolas Kummert Voices One (Prova 2010, mit Hervé Samb, Jozef Dumoulin, Nicolas Thys, Lionel Beuvens)
- Liberté (Prova 2014, mit Hervé Samb, Alexi Tuomarila, Nicolas Thys, Jens Bouttery)
- La diversité (Edition Records 2016, mit Lionel Loueke, Nicolas Thys, Karl Jannuska)[1]